# 1137 (عدد)
 1137 هو عدد صحيح، يلي العدد 1136 ويسبق العدد 1138.

## في الرياضيات

### خصائص
- عدد طبيعي.[3]
- عدد فردي.[4][5]

- عدد موجب،[6] السالب منه هو - 1137.[7]

## في التاريخ
- 1137 هـ هي سنة في التقويم الهجري.
- هي سنة 1137 م في التقويم الميلادي.

## وصلات خارجية
الأعداد الصاتمة، ديوان اللغة العربية.